# Miguel Ortecho Romero
Miguel Alberto Ortecho Romero (Lima, 25 de noviembre de 1951-Lima, 7 de marzo de 2021) fue un político peruano que se desempeñó como alcalde del distrito de Ancón en tres ocasiones.

## Biografía
Miguel Ortecho nació en la ciudad de Lima el 25 de noviembre de 1951.
Realizó sus estudios primarios en el Colegio Andrés Avelino Aramburú y los secundarios en la Gran Unidad Escolar Melitón Carvajal.
Fue dueño de cultivos de tara y frutales y se desempeñaba como agente inmobiliario independiente.
Como político se inició en las filas de izquierda, siendo candidato a la Asamblea Constituyente de 1978 por el Frente Obrero Campesino Estudiantil y Popular (FOCEP). Luego integró Izquierda Unida y fue elegido en 1983 como regidor del distrito de Ancón y reelegido en 1986.
En 1989 fue elegido como alcalde del distrito de Ancón por el Acuerdo Socialista de Izquierda de Alfonso Barrantes, siendo juramentado para el periodo 1990-1993. En 1993 fue reelegido como independiente, sin embargo en 1998, Miguel Ortecho terminó pasándose a las filas del fujimorismo y fue elegido ese mismo año por tercera vez como alcalde municipal.
Intentó nuevamente su reelección en las elecciones del 2002, 2006 y 2014, todas sin éxito.

## Fallecimiento
El 7 de marzo del 2021, Miguel Ortecho falleció a los 69 años tras ser contagiado del COVID-19. Tras su deceso, la Municipalidad del distrito de Ancón le rindió un homenaje por su trayectoria como alcalde.